# Бельгия на «Евровидении-1964»
Бельгия принимала участие в «Евровидении 1964», проходившем в Копенгагене, Дания, 21 марта 1964 года. На конкурсе её представлял Робер Когуа с авторской песней «Près de ma rivière», выступавший под номером 15. В этом году страна заняла 10 место, заработав 2 балла. Комментаторами конкурса от Бельгии в этом году стали Герман Верелст (BRT) и Поль Херреман (RTB), а глашатаем — Люк Бейер де Рюке.
Робер Когуа выступил в сопровождении оркестра под руководством Анри Сегерса.
Впервые участник на конкурс был выбран путём внутреннего отбора телеканала RTB, а не национального, как в предыдущие года.

## Инцидент во время выступления
Участие в конкурсе Португалии, а также Испании, вызвало негодование среди тех, кто считал, что страны с фашистским режимом не должны быть допущены к соревнованию. Во время конкурса, перед выступлением представителя Бельгии, на сцену выбежал активист с плакатом «Бойкот Франко и Салазару».

## Страны, отдавшие баллы Бельгии
Жюри каждой страны присуждало оценки 5, 3 и 1 трём наиболее понравившимся песням.
| Отдали Бельгии…   |
| 1 балл            |
| ----------------- |
| Португалия Монако |

## Страны, получившие баллы от Бельгии
| 5 баллов | Италия  |
| 3 балла  | Монако  |
| 1 балл   | Австрия |